# A Christmas Prince: The Royal Wedding
A Christmas Prince: The Royal Wedding (Un príncipe de Navidad: La boda real en Hispanoamérica y Un príncipe para Navidad: La boda real en España) es una película de comedia romántica estadounidense dirigida por John Schultz a partir de un guion de Robin Bernheim y Nathan Atkin, basada en personajes creados por Karen Schaler. La película está protagonizada por Rose McIver, Ben Lamb, Alice Krige y Tahirah Sharif. Es la secuela de la película de 2017 Un príncipe de Navidad. Fue lanzada el 30 de noviembre de 2018 por Netflix.

## Argumento
Un año después de los eventos de la primera película, Amber y Richard siguen felices. En Navidad, Amber y su padre, Rudy, viajan a Aldovia para planear la boda real. Amber continúa blogueando sobre su vida con Richard.
Amber se ve abrumada por las tradiciones del protocolo real y la falta de libertad en la planificación de su boda, la cual está siendo organizada por la Sra. Averill y el flamante diseñador Sahil. Mientras tanto, Richard lucha por sacar a Aldovia de una fuerte crisis económica que provocó desempleo y malestar en la población. Dada esta situación, la Reina Madre, trae a Lord Leopold, quien había trabajado para su difunto esposo, para ayudar a su hijo en la recuperación económica del país. Por otro lado, Simon, empobrecido debido a su divorcio de Sophia, también regresa para rogar que lo acepten devuelta en el palacio.
La relación de Amber y Richard se vuelve más tensa, debido a la distracción de Richard con los deberes reales y al rechazo de Amber a las estrictas normas de la Sra. Averill. Pero la gota que derramó el vaso fue cuando esta le pide que se quite el medallón de su madre para un retrato real.
Después de recibir una carta de un trabajador desempleado, Amber investiga las finanzas reales con sus amigos, que están de visita por la boda. Juntos descubren que la iniciativa de Richard ha sido boicoteada por un grupo de empresas que están retirando el dinero del país. Durante una emboscada de paparazzi es salvada por Simon, que quiere ayudar a investigar el problema económico de Aldovia. La Sra. Averill enfrenta a Richard y Amber por las fotos de los paparazzi, ya que supondría un escándalo. Amber se molesta con Richard por no defenderla.
Luego de reconciliarse llega el momento de la boda real, Helena da el visto bueno para que Amber realice la celebración a su manera. Se descubre que quien estaba tras el grupo de empresas que boicotearon al país es Lord Leopold, el cual es arrestado. Richard entrega bonos a los trabajadores, la población celebra.
Richard y Amber finalmente se casan en una ceremonia que combina la tradición con la modernidad, y todos celebran mientras Richard y Amber se van para compartir un beso privado.

## Reparto
| Personaje              | Actor                  | Doblaje (España)          | Doblaje (Hispanoamérica) |
| ---------------------- | ---------------------- | ------------------------- | ------------------------ |
| Reina Amber            | Rose McIver            | Inés Blázquez             | Ani Sánchez              |
| Rey Richard            | Ben Lamb               | Rafa Romero               | Brian Gómez              |
| Reina Madre Helena     | Alice Krige            | Ana Ángeles García        | Lucero Gómez             |
| Señora Averill         | Sarah Douglas          | Isabel Donate             | Rosangela López          |
| Rudy Moore             | John Guerrasio         | Rafael Azcárraga          | John Grey                |
| Princesa Emily         | Honor Kneafsey         | Tania Ugía                | Alejandra Pérez          |
| Andy                   | Joel McVeagh           | David Hernán              | Víctor Valencia          |
| Melissa                | Tahirah Sharif         | Belén Rodríguez           | Luisa F. Acuña           |
| Conde Simon            | Theo Devaney           | Eduardo Bosch             | Didier Rojas             |
| Lord Leopold           | Simon Dutton           | Txema Moscoso             | Oscar Javier Cuesta      |
| Chef Ivana             | Katarina Čas           | Ana María Marí            | Natalia Pérez            |
| Sahil Mattu            | Raj Bajaj              | Fernando Cabrera          | Jorge Castellanos        |
| Louis Zabala           | Andy Lucas             | Luis Mas                  | Rafael Gómez             |
| Primer Ministro Denzil | Tom Knight             | Juan Fernández Mejías     | Raúl Gutiérrez           |
| Sr. Little             | Richard Ashton         | Francisco Javier Martínez | Gonzalo Rojas            |
| Ernest Mason           | David Broughton Davies | Jorge García Insúa        | Jorge Solorzáno          |

## Producción
En mayo de 2018, se informó que John Schultz dirigiría una secuela de la película de 2017 A Christmas Prince, que sería distribuida por Netflix. Junto con el anuncio inicial, se confirmó que Rose McIver, Ben Lamb y Alice Krige volverían a interpretar sus papeles en la película.
El rodaje comenzó en mayo de 2018.